# Keiko Nobumoto
Keiko Nobumoto (信本敬子 Nobumoto Keiko?)(Hokkaidō, Japón, 13 de marzo de 1964 - 1 de diciembre de 2021) fue una guionista japonesa. Entre sus obras más importantes se encuentran los guiones de la serie de anime Cowboy Bebop y de la película de esta serie: Cowboy Bebop: Tengoku no Tobira; también el de la película Tokyo Godfathers, Macross Plus, la serie Wolf's Rain, entre otras.
Murió el 1 de diciembre de 2021 víctima de un cáncer de esófago.

## Filmografía
- Tobé! Kujira no peek (1991)
- Hiroshima ni Ichiban Densha ga Hashitta (1993) Screenplay
- Macross Plus OVA y edición película (1994)
- Cowboy Bebop (1998) TV Serie (screenplay)
- Cowboy Bebop: Tengoku no Tobira (2001)
- Tokyo Godfathers (2003) (screenplay)
- Wolf's Rain (2003) TV Serie, OVAs y Manga (creador)
- Samurai Champloo (2004) TV serie (script ep. 16)
- Space Dandy (2014) TV serie (Temporada 1: script ep. 8. Temporada 2: script ep. 2, 6, 9)